# Paul Nguyễn Thái Hợp
Paul Nguyễn Thái Hợp OP (ur. 2 lutego 1945 w Làng Anh) – wietnamski duchowny rzymskokatolicki, dominikanin, biskup diecezjalny Vinh w latach 2010–2018, biskup diecezjalny Hà Tĩnh w latach 2019–2021, od 2021 biskup senior diecezji Hà Tĩnh.

## Życiorys
Paul Nguyên Thai Hop urodził się 2 lutego 1945 w Lang Anh w prowincji Nghệ An. Ukończył dominikańskie i stanowe studia na Uniwersytecie w Saigonie, gdzie uzyskał licencjat z filozofii orientalnej w 1970. W Szwajcarii na Uniwersytecie we Fryburgu, uzyskał natomiast doktorat z filozofii (1978), a następnie z teologii moralnej na Wydziale Teologii w São Paulo. Święcenia prezbiteratu przyjął 8 sierpnia 1972.
Po święceniach pełnił następujące funkcje: w latach 80. nauczyciel na Wydziale Teologicznym w Limie; 1997–2003: wykładowca na Papieskim Uniwersytecie św. Tomasza z Akwinu w Rzymie; 2000–2010: wykładowca etyki i nauk społecznych Kościoła w Dominikańskim Ośrodku Studiów oraz w różnych instytutach zakonnych, a także nauk religijnych na Uniwersytecie Stanowym w Hochiminh; 2003–2007: delegat ds. formacji intelektualnej wietnamskiej prowincji oraz radny prowincji dominikanów.
13 maja 2010 papież Benedykt XVI prekonizował go biskupem diecezjalnym Vinh. 23 lipca 2010 otrzymał święcenia biskupie i odbył ingres do katedry Wniebowzięcia NMP w Vinh. Głównym konsekratorem był Paul-Marie Cao Đình Thuyên, biskup diecezjalny Vinh, zaś współkonsekratorami Paul Bùi Văn Đọc, biskup diecezjalny Mỹ Tho, i Antoine Vũ Huy Chương, biskup diecezjalny Hưng Hóa. Jako zawołanie biskupie przyjął słowa „Veritas et Caritas” (Prawda i miłość).
22 grudnia 2018 papież Franciszek mianował go ordynariuszem nowo erygowanej diecezji Hà Tĩnh mianując go jej pierwszym biskupem diecezjalnym. Ingres do katedry św. Michała Archanioła, w trakcie którego kanonicznie objął urząd, odbył 11 lutego 2019.
19 marca 2021 papież Franciszek przyjął jego rezygnację z obowiązków biskupa diecezjalnego Hà Tĩnh.